# 信越放送
信越放送株式會社（日语：／ Shin-etsu Hōsō */?），簡稱SBC，是日本的一家以長野縣為放送範圍的廣電兼營台。信越放送的廣播服務於1952年3月25日開播，識別呼號為JOSR，是JRN和NRN聯播網成員。電視服務於1960年4月1日開播，電視識別呼號為JOSR-DTV，遙控器號碼是6頻道，是JNN聯播網成員。信越放送是日本五大都市圈之外開播的第一家民營電台，也是日本第8家民營電台，在開播之初名為信濃放送。

## 資本構成
下表列出2020年3月31日時信越放送的主要股東：
| 資本金        | 發行股份總數 | 股東數 |
| ------------- | ------------ | ------ |
| 4億5000萬日元 | 900,000股    | 1,260  |

| 股東                 | 持股數    | 比例   |
| -------------------- | --------- | ------ |
| 信濃毎日新聞         | 158,389股 | 17.90% |
| 信越化学工業         | 063,000股 | 07.12% |
| 信越放送從業員持股會 | 050,863股 | 05.70% |
| 八十二銀行           | 027,900股 | 03.15% |
|                      | 027,000股 | 03.05% |
| 鹽澤實               | 025,000股 | 02.83% |
| 鹽澤瑞枝             | 024,000股 | 02.71% |
| 長野縣政府           | 022,500股 | 02.54% |
| 文化放送             | 017,145股 | 01.94% |
| 長野縣町村會         | 017,000株 | 01.92% |

## 歷史
1950年「電波三法」（《電波法》、《放送法》、《電波監理委員會設置法》）成立之後，信濃每日新聞試圖設立民營廣播。在1951年3月舉辦的信濃放送第一次發起人會上，信濃每日新聞副社長勝田重太朗被選為發起人代表，長野電鐵、八十二銀行、長野市政府、松本市政府等長野縣政、財各界亦決定參與:1。同年10月18日，信濃放送獲得廣播預備執照:1。翌年3月25日17時，信濃放送正式開始播出廣播節目，成為長野縣第一家民營廣播電台:2。開播一週後的4月1日，由於出資者中有來自新潟縣上越地方的自治體，信濃放送改名為信越放送:3。在1953年至1957年，信越放送在本市、岡谷市、飯田市、上田市等地設置放送局，令長野全縣基本都能收聽到信越放送的節目:5-6。
1953年6月，信越放送提交了電視播出執照的申請:9。由於長野縣面積較大且為多山地形，信越放送決定在美原修建主要訊號發射站以覆蓋全縣，成為日本第一家採用山頂訊號發射站方式的電視台:9。1958年3月14日，信越放送獲得電視播出預備執照:11。同年10月25日上午11時30分，信越放送正式開始播出電視節目，成為長野第一家民營電視台和日本第11家民營電視台:12。信越放送在開播初期播出東京電台電視台和日本電視台雙方的節目:14。1959年8月，信越放送加入JNN聯播網:16-17。1960年度，信越放送電視部門的收入超過了廣播部門:19。1964年8月，信越放送總部新館擴建工程竣工，總部的總樓面面積增加到3,000平方公尺:41-42。翌年信越放送還修建了厚生會館，設置員工食堂等設施，提升職工福利:42。
1964年10月1日，在1964年東京奧運會開幕前夕，信越放送開始播出彩色電視節目:44。同一時期，為實現多元化經營，信越放送出資設立了「電算」「信越清涼飲料」等子公司，開拓主營業務外的收入:44-46。1970年代初期，信越放送還參入了住宅展覽業界:96-97。作為開播15週年紀念事業的一部分，信越放送在1966年出資參與了信濃美術館的設立:47-49。在長野縣第二家民營電視台長野放送開播後，信越放送仍然維持廣告收入快速增加。1973年度，信越放送的電視部門收入達31億日元，廣播部門達6.75億日元:75。1967年，信越放送開始播出自製的彩色節目:75。信越放送轉播了1977年的第33屆國民體育大會，並為迎接國民體育大會而轉播了眾多小眾體育賽事:113-116。1979年，信越放送和南日本放送、青森放送、四國放送共同獲得了放送文化基金賞:119-120。同年信越放送還是在長野市舉辦的第27屆民營廣播全國大會的主辦單位之一:120-121。
1970年代和80年代之交，信越放送啟用了新聞專用攝影棚，並導入了電子新聞採集（ENG）系統，令新聞採編和節目製作能力大幅提升:124。1980年7月，信越放送開始播出立體聲電視節目:124。同年隨著信州電視台開播，信越放送不再播出日本電視台製作的節目:131。受到競爭對手增加的影響，信越放送電視部門的廣告收入一度減少，在1984年度才回到1980年度的水準:131。作為開播30週年紀念活動，信越放送於1981年在信濃美術館舉辦了「南都六大寺展」:136-137。1983年8月，信越放送實現了日本地方電視台的第一次衛星轉播:147。1989年2月，信越放送總部東館竣工。該建築是一棟地下1層、地上4層的建築，總樓面面積1,800平方公尺，內部設有映像圖書館、員工食堂、資料室、音樂廳等設施:175-176。同年信越放送導入了衛星新聞轉播（SNG）系統:176-178。1991年，信越放送舉辦「法隆寺展」，紀念開播40週年:197-198。
1997財年，信越放送的營業額超過97.5億日元:18。信越放送全面參與了1998年冬奧會的轉播:250-251。2004年，信越放送租用的直升機在進行新聞取材時碰觸到送電線後墜毀，機上4人殉職:31。
信越放送在2002年決定搬遷總部:42，並在2006年遷入位於長野市中心問御所町地區的TOiGO播出節目。信越放送電台於2006年8月28日開始在TOiGO播出，電視台則在同年9月3日開始播出:46。而TOiGO的其它設施則在2006年9月22日開業:41。遷入新總部的同時，信越放送啟用了吉祥物六醬。同樣在2006年10月1日，信越放送開始播出數位電視訊號:51。
2011年7月24日。信越放送停止播出類比電視訊號:52。在開播60週年之際，信越放送舉辦了「倉敷大原美術館展」。2012年，信越放送啟用了現行商標:152。2018財年，信越放送的全日收視率時隔14年升至長野縣內第四位，黃金時段時隔12年升至第3位:108。信越放送在2019年開始提供「SBC app」，是長野縣內第一個公開自家app的電視台:111。2021年3月，SBC app的下載次數達到6萬次:118。

## 廣播部門
1952年7月時，信越放送平均每日播出16小時節目，其中66%（10小時25分）是自製節目:3。在開播初期，信越放送製作了聽眾參加的競猜節目、農業節目等具地方特色的節目，以抗衡來自大都市的外購節目:4。1958年2月，信越放送開始播出1小時的節目，是信越放送最初的大型資訊節目:18。1960年代，信越放送廣播加入了JRN和NRN聯播網，在大幅降低節目調達成本的同時充實了節目來源:49-50。
1978年，信越放送廣播完成了新主控室以及廣播用的G攝影棚，令廣播製作空間有了飛躍提升:108。1991年，在開播40週年之際，信越放送廣播播出了40小時直播特別節目:196-197。2011年10月，信越放送加入radiko服務，聽眾在網上就可以收聽到信越放送的廣播節目。2018年開始，信越放送開始提供Wide FM廣播:106-107。

## 電視部門
開播當時，信越放送電視每日播出3至5分的地方新聞:14。1963年，信越放送設立報道局，並在同年開播社會報道節目《我們的周邊》，全面強化電視新聞:32-35。1972年淺間山莊事件時，信越放送協助TBS對事件進行了長達9小時的全面直播，獲得了這一年的JNN特別賞:91-96。1976年，信越放送開始播出帶狀大型新聞節目《SBC新聞廣角》，每週一至週五播出在18時播出30分地方新聞:103-105。1978年，該節目獲得20%的平均收視率:104。該節目現在仍在播出，已成為信越放送的招牌新聞節目。2018財年，該節目取得8%的平均家庭收視率，時隔14年重奪長野縣內商業電視收視率最高的新聞節目桂冠:121。
1968年，信越放送開始播出《聚焦信州》節目。該節目在每週日上午播出30分，是信越放送第一個自製彩色資訊節目:77-79。1972年，信越放送開始在週一至週五早晨播出帶狀自製資訊節目《On Air 8:00》，邀請觀眾通過電話直接參與節目。在播出的4年間，該節目共接到50萬通觀眾來電:87-88。1992年，信州放送在每週二的20時播出自製資訊節目《SBC Special》:200-201。現在該節目在每週三19時播出。2016年開始，信越放送還在每週一至週五午後播出2小時的自製帶狀資訊節目《加油電視》:100-101。
信越放送製作了眾多紀錄片節目。1987年，信越放送開始在黃金時段播出《SBC特集》節目，專門播出自製的紀錄片。該節目也是長野縣第一個的在黃金時段播出的地方電視台自製節目:165。1992年，信越放送製作的紀錄片《支撐生命的邊界》（いのちの水際をささえて）獲得了日本新聞協會賞的肯定，令信越放送成為少數獲得新聞協會賞的地方電視台:209。1994年，信越放送憑藉紀錄片《原告號碼38》（原告番号38）再次獲得新聞協會賞:224。
在開播初期，信越放送製作了《週日教室》、《索尼俱樂部 信濃的歷史》（ソニーくらぶ　信濃の歩み）、《文學中的信州》等眾多教育節目:19-20。1960年代初期，信越放送設立了「長野縣學校科學教育獎勵基金」、「SBC電視教育研究會」，將電視帶入學校，獲得教育界的高評價:21-22。1961年時，信越放送和日本教育電視台及每日放送並列為日本播出教育節目時間最長的民營電視台:64。
在開播55週年及遷入新總部的2006年，信越放送首次自製電視劇《碌山之戀》（碌山の恋），在JNN各加盟台播出:37。

## 外部連結
- SBC信越放送 （页面存档备份，存于）
- YouTube上的SBC信越放送頻道
- SBC電視台⑥頻道【官方】的X（前Twitter）
- SBC6ch的Facebook專頁
- SBC電台的X（前Twitter）
- 信越放送SBC電台的Facebook專頁